# 利黄藤
利黄藤（学名：Pegia sarmentosa）是漆树科藤漆属的植物。分布于印度尼西亚、老挝、越南以及中国大陆的云南、广东、广西、贵州等地，生长于海拔200米至850米的地区，多生在石山灌丛及密林中，目前尚未由人工引种栽培。

## 别名
泌脂藤、脉果漆（广西植物名录）